# Eugen Philippovich von Philippsberg

Eugen Philippovich

Eugen Philippovich Freiherr von Philippsberg, auch Eugen von Philippovich (* 15. März 1858 in Wien; † 4. Juni 1917 in Wien), war ein österreichischer Nationalökonom und Universitätsprofessor, der aus der kroatischen Adelsfamilie Philippovich von Philippsberg (kroatisch Filipović Filipsberški) abstammte.

## Herkunft
Eugen Philippovich von Philippsberg wurde in eine kroatische Offiziersfamilie geboren, die sich entlang der Militärgrenze angesiedelt hatte. Er war ein Sohn des k.k. Feldmarschall-Leutnant Nikolaus Philippovich (1785–1858), verehelicht mit Emma von Roth und Enkel des Postmeisters Maximilian Philippovich, verstorben 1810, Gutsbesitzer in Gospić in Kroatien und dessen Ehefrau Klara von Vukassovich, verstorben 1811. Eugen Philippovic von Philippsberg ist der Cousin der Brüder Joseph Philippovich von Philippsberg (kroatisch Josip barun Filipović Filipsberški) (1818–1889) und Franz Philippovich von Philippsberg (kroatisch Franjo Filipović Filipsberški) (1820–1903), beide als Feldzeugmeister in Dienst der k.k.Armee der Monarchie Österreich-Ungarn. Deren Großvater, Elias Filipović (Philippovich), wurde am 5. Juli 1781 in den erbländischen Adelstand mit dem Prädikat von Philippsberg erhoben.

## Lebenslauf
Eugen Philippovic studierte Rechtswissenschaften in Wien und Graz, wo er 1876 Mitglied der Burschenschaft Arminia Graz wurde. Er habilitierte sich in Politischer Ökonomie und lehrte 1885 bis 1893 an der Albert-Ludwigs-Universität Freiburg. Ab 1888 hatte er den Lehrstuhl inne, auf dem ihm 1894 Max Weber nachfolgte. 1893 wurde Philippovic an die Universität Wien berufen, wo er unter anderem Joseph A. Schumpeter und Emil Lederer als Studenten hatte. Neben seiner wissenschaftlichen Karriere ging er auch politischen und kulturellen Interessen nach. So war Philippovich einer der geistigen Führer der 1896 gegründeten Sozialpolitischen Partei.
Philippovich war Mitglied im 1873 gegründeten Verein für Socialpolitik, wo er sich für eine „nationale Integration und Mobilisierung“ der Arbeiterschaft durch eine Kombination aus Sozialpolitik und Kolonialpolitik starkmachte. Als „überzeugter Kolonialpolitiker“ wurde er in den Vorstand des Deutschen Kolonialvereins Freiburg im Breisgau gewählt, den er hernach mit Auftritten auf nationaler Ebene in Berlin und Dresden vertreten konnte. Philippovich war 1900 in Paris einer der Mitbegründer der Internationalen Vereinigung für gesetzlichen Arbeiterschutz. Er trat auch als Sammler und Kenner von Eskimo-Kunst und Elfenbeinschnitzerei hervor.
Er wurde am Döblinger Friedhof bestattet.
Im Jahr 1926 wurde in Wien-Döbling (19. Bezirk) die Philippovichgasse nach ihm benannt.

## Schriften
- Die Bank von England im Dienste der Finanzverwaltung des Staates. Toeplitz & Deuticke, Wien 1885.
- Grundriß der politischen Oekonomie. 2 Bände (in 3). Mohr, Tübingen 1893–1907;
  - Band 1: Allgemeine Volkswirtschaftslehre. 1893;
  - Band 2: Volkswirtschaftspolitik. Teil 1–2. 1899–1907.